# Lukian von Antiochia

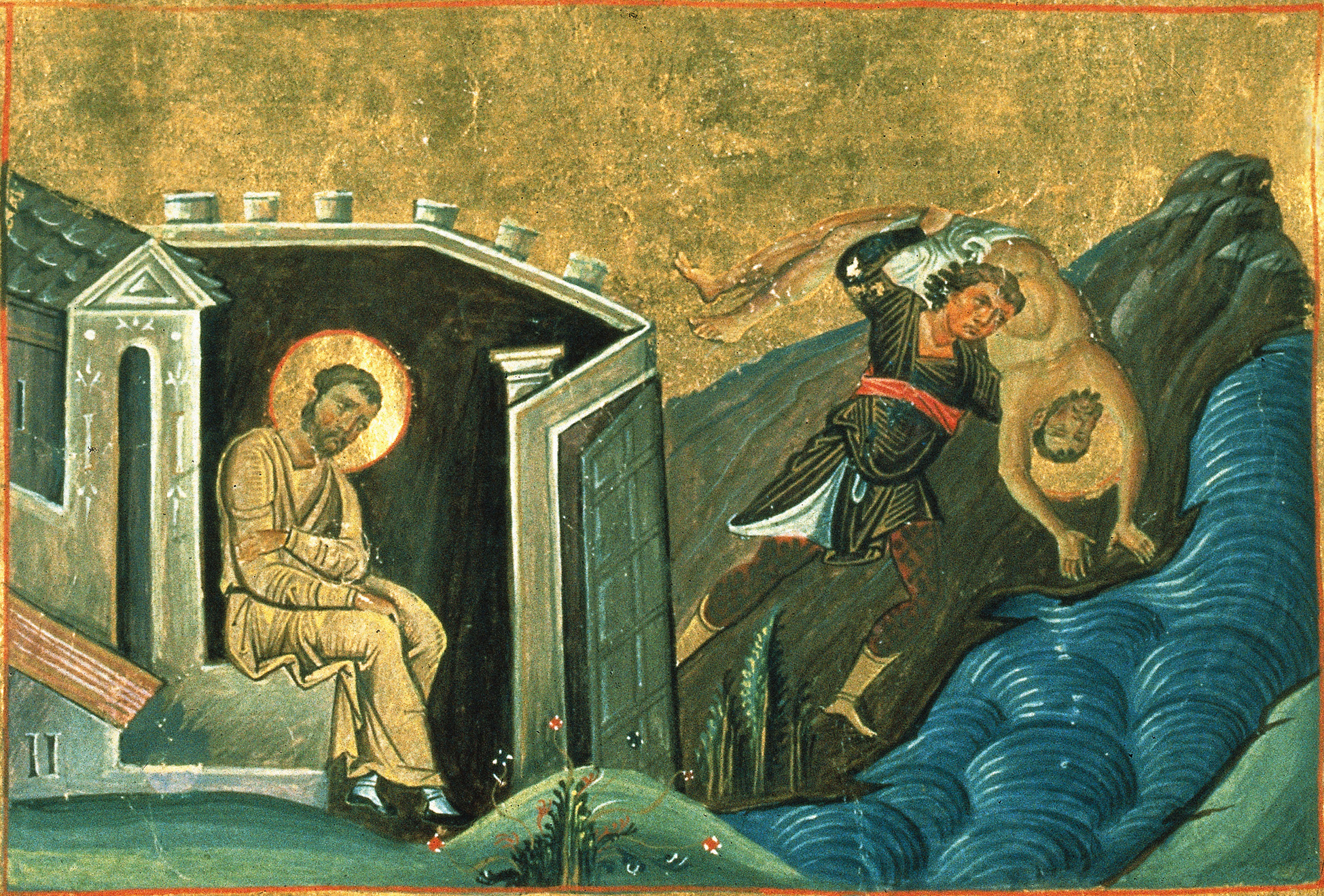
Lukian von Antioch (aus Menologion Basileios’ II.)

Lukian von Antiochia (auch Lukian von Samosata; * um 250 vermutlich in Samosata; † 7. Januar 312 in Nikomedia) war Theologe und Priester der Kirche von Antiochien. Er war Leiter der Antiochenischen Schule und wird als Märtyrer und Heiliger verehrt.
Lukian genoss aufgrund seines asketischen Lebens und seiner Gelehrsamkeit allgemeines hohes Ansehen. Sowohl die Arianer als auch die Nestorianer beriefen sich auf ihn und seine Schule. Aus der Antiochenischen Schule gingen aber auch Johannes Chrysostomos, Diodorus und Theodor von Mopsuestia hervor.

## Leben
Über sein Leben ist sehr wenig bekannt. Nach der Suda (zehntes Jahrhundert) soll Lukian bei Samosata als Kind angesehener Eltern geboren und im benachbarten Edessa in der Schule eines gewissen Macarius ausgebildet worden sein. Allerdings stammt diese Information aus dem zehnten Jahrhundert und wird durch keine anderen Quellen bestätigt. Zugleich könnte auch eine Verwechslung mit dem gleichnamigen Satiriker Lukian von Samosata vorliegen.
In Lukian soll sich die Ablehnung der in Alexandria aufkommenden allegorisierenden Tendenzen konzentriert haben, da er angeblich die Methode der Allegorese der alexandrinischen Schule zur Bibelauslegung rundweg abgelehnt und das System der literarischen Interpretation vorgeschlagen habe, welches in der Ostkirche später noch lange Zeit vorherrschte.
Lukian soll sich in jungen Jahren in Antiochia am Orontes niedergelassen haben und zum Priester geweiht worden sein. Vor allem in der älteren wissenschaftlichen Literatur, beispielsweise bei Adolf von Harnack, wird Lukian noch als Leiter der Antiochenischen Schule betrachtet. Dabei sind für Lukian anscheinend keine Verbindungen zur Theologie mit der eigentlich auch erst weit nach seinem Tod, zum Ende des vierten Jahrhunderts entstehenden 'Antiochenischen Schule' ersichtlich. Obgleich aus heutiger Sicht kein Zusammenhang mit den theologischen Ansichten des Paulus von Samosata hergestellt werden kann, soll er im Zuge dessen Verdammung auch unter Verdacht geraten und gezwungen worden sein, die Gemeinschaft mit der Kirche aufzugeben. Dieser Bruch mit den rechtgläubigen Vertretern währte angeblich während der Amtszeit der Bischöfe Domnus I. (268–273), Timaios (273–277) und Kyrillos I. (277–299). Lukian soll sich noch während des Episkopats von Kyrillos I. mit der Kirche (möglicherweise um 285) versöhnt haben.
Lukian wird in der wissenschaftlichen Forschung teils als möglicher theologischer Lehrer von Persönlichkeiten gesehen, die später pauschal als Vertreter und Lehrer theologischer Positionen des Arianismus bezeichnet wurden. Teils wird auch ein konkretes Lehrer-Schüler-Verhältnis zwischen Lukian und beispielsweise Arius oder Eusebius von Nikomedia für nicht erwiesen gehalten. Seine Christologie stellt eine Vereinigung von Modalismus und Subordinatianismus dar: Das Wort, obwohl es der Schöpfer aller nachfolgender Wesen war, war selbst ein Geschöpf, allerdings allen anderen geschaffenen Dingen überlegen.
Trotz seiner vermeintlichen oder tatsächlichen Heterodoxie bezeichnet Eusebius von Caesarea ihn in seiner Kirchengeschichte als Mann von ausnahmsloser Tugend; während des Höhepunktes des arianischen Konfliktes war seine Heiligkeit nicht weniger berühmt als sein Ansehen als Gelehrter.
Während der Christenverfolgung des römischen Kaisers Maximinus Daia wurde er verhaftet, in Nikomedia gefoltert und, nachdem er ein öffentliches Glaubensbekenntnis abgelegt hatte, dort zum Tod verurteilt. Lukian starb am 7. Januar 312 den Märtyrertod und soll in Helenopolis begraben worden sein, wo Konstantin der Große oder dessen Mutter Helena etwa im Jahre 327 eine Kirche über Lukians Grab errichteten. Bald nach seinem Tod entstand wohl ein Märtyrer-Kult um Lukian, später durch Konstantin und vor allem Eusebius von Nikomedia wohl auch teils gezielt gefördert wie instrumentalisiert. Seit Ende des 4. Jahrhunderts wird er als Heiliger verehrt.

## Werke
Jahrzehnte nach seinem Tod entwickelten sich Überlieferungen, die ihm neben der Rolle in der christologischen bzw. trinitarischen Kontroverse eine größere Bedeutung bei der Bibel-Exegese zuschreiben. Er soll die Ansicht vertreten haben, der literarische Sinn sei der textlichen Präzision vorzuziehen, und selbst die Septuaginta anhand der hebräischen Originalfassung bzw. der anderen Übersetzungen überarbeitet haben. Seine Revision der Septuaginta soll im 4. Jahrhundert von Antiochia bis Konstantinopel vorherrschend gewesen sein. Ebenso wird ihm eine Bibelrezension des Neuen Testaments zugeschrieben. Hieronymus nennt Libelli de Fide als weiteres Werk. Keines davon ist jedoch erhalten.
Ihm wird auch die Verfassung eines Glaubensbekenntnisses zugeschrieben, das 341 auf der Synode von Antiochia präsentiert wurde. Seine Autorenschaft ist allerdings zweifelhaft und er hat es sicherlich nicht in seiner heutigen Form verfasst. Durch Rufinus von Aquileia ist eine Übersetzung seiner apologetischen Rede überliefert. Suidas nennt eine Reihe von Briefen, in einem Ausschnitt davon wird der Tod des Bischofs Anthimus berichtet.